# Shūto Machino
Shūto Machino (町野 修斗?, Machino Shūto; Iga, 30 settembre 1999) è un calciatore giapponese, attaccante del Borussia M'gladbach e della nazionale giapponese.

## Biografia
Nato nella prefettura di Mie, Shūto è il più giovane di tre figli, ha una fratello e una sorella maggiori, suo padre praticava il calcio, proprio lui insieme al fratello, hanno influenzato Shūto che ha scelto di dedicarsi a questo sport all'età di tre anni. I suoi genitori gestiscono un negozio di tatami. Ha smesso di abitare con i suoi genitori quando si è trasferito nella prefettura di Osaka frequentando prima la scuola media Joto Junior e poi il liceo Riseisha High School giocando nella squadra dell'istituto scolastico. È sposato dal maggio 2023.

## Caratteristiche tecniche
È capace di calciare bene con entrambi i piede, gioca nella posizione di punta centrale, usando un approccio semplice, è bravo nei passaggi e quando si propone per il gol, usa il suo buon senso della posizione per trovare la rete all'interno dell'area di rigore avversaria, sia calciando di prima intenzione che usando il colpo di testa. Quando segna celebra il risultato con la posa del ninja.

## Carriera

### Club

#### Giravanz Kitakyushu
La sua prima esperienza in un club professionista ha inizio nel 2019 con il Giravanz Kitakyushu, il quale gioca nella J3 League, la terza divisione del calcio giapponese. Segna per la prima volta nella Coppa dell'Imperatore con una doppietta battendo per 6-0 la squadra dell'Università di Tokuyama. Vince l'edizione 2019 del campionato della terza serie, avendo contribuito al risultato con otto reti, ottenendo la promozione in seconda divisione, la J2 League, segnando delle reti contro il Matsumoto Yamaga, il Thespakusatsu Gunma e lo Zweigen Kanazawa tutte concluse con il risultato di 2-1; il suo gol decide la vittoria per 1-0 ai danni dell'Ehime FC, inoltre è autore di una doppietta sconfiggendo per 2-1 il Tokyo Verdy.

#### Shonan Bellmare
A partire dal 2021 veste la maglia dello Shonan Bellmare, nella prima divisione la J1 League: nella sua prima esperienza nella massima serie segna quattro reti, la prima nella vittoria per 3-1 battendo il Vegalta Sendai. Invece nell'edizione successiva segna tredici gol: grazie a una sua rete la squadra batte per 1-0 il Kyoto Sanga, oltre a segnare una doppietta in tre vittorie contro il Vissel Kobe (2-1), il Kawasaki Frontale (4-0) e il Sagan Tosu (3-0).
Il 1º aprile 2023, l'attaccante segna la sua prima quaterna in carriera, mettendo a referto tutti i gol della sua squadra nel successo per 4-1 in campionato sul Gamba Osaka.

#### Holstein Kiel

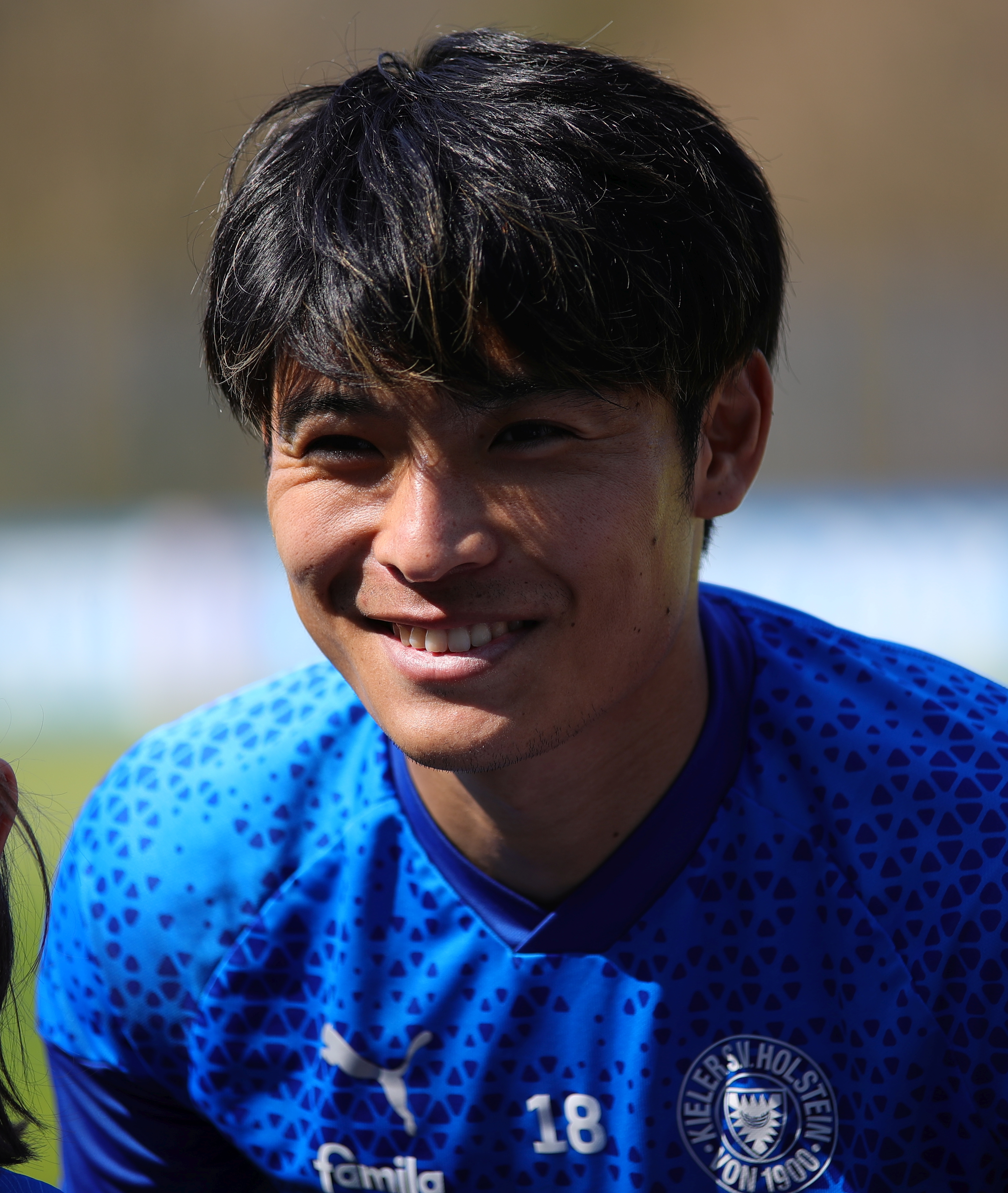
Machino all'Holstein Kiel nel 2025

Il 29 giugno 2023, Machino passa a titolo definitivo all'Holstein Kiel, squadra della seconda serie tedesca, con cui firma un contratto quadriennale, valido a partire dal 1º luglio seguente. Nella prima partita di campionato serve l'assist vincente al compagno Friðjónsson che segna il gol del 1-0 vincendo contro l'Eintracht Braunschweig, mentre con un rigore segna la rete del 2-1 battendo il Greuther Fürth, è autore di un gol battendo sia lo Schalke 04 che l'Elversberg con il risultato di 2-0 in entrambe le partite, segna in tutto cinque reti in campionato, l'ultima nella vittoria per 4-0 sconfiggendo il Norimberga; l'Holstein Kiel si aggiudica il secondo posto nella classifica venendo promosso in prima divisione.
Il 17 agosto 2024 segna un gol in Coppa di Germania nella vittoria per 3-2 contro l'Alemannia Aachen con un colpo di testa. Nella Bundesliga segna il suo primo gol perdendo per 3-2 contro l'Hoffenheim, è autore di una rete sconfiggendo per 4-2 il Borussia Dortmund inoltre con un assist di Machino il suo compagno di squadra Armin Gigović segna il gol del 1-0 vincendo contro l'Union Berlin. Realizza poi due reti in tre partite: prima nella sconfitta per 4-2 contro l'Eintracht Francoforte e poi vincendo prima per 5-1 contro l'Augusta e dopo per 4-3 il Borussia M'gladbach.

#### Borussia Mönchengladbach
Il 26 luglio 2025, Machino passa a titolo definitivo al Borussia M'gladbach, sempre in Bundesliga, con cui firma un contratto quadriennale.

### Nazionale
Viene convocato per la prima volta nella nazionale del Giappone nel 2022, esordisce nella vittoria per 6-0 contro Hong Kong dove segna due reti, inoltre in un'altra partita vinta contro la Corea del Sud segna il gol del definitivo 3-0.
Viene inserito nella lista dei 26 convocati per il Mondiale 2022 in sostituzione dell'infortunato Yūta Nakayama, non venendo tuttavia mai impiegato nelle 4 partite disputate dal Giappone.

## Statistiche

### Presenze e reti nei club
Statistiche aggiornate al 2 luglio 2023.
| Stagione                   | Club                       | Campionato                 | Campionato | Campionato | Coppe nazionali | Coppe nazionali | Coppe nazionali | Coppe continentali | Coppe continentali | Coppe continentali | Supercoppe | Supercoppe | Supercoppe | Totale | Totale |
| Stagione                   | Club                       | Comp                       | Pres       | Reti       | Comp            | Pres            | Reti            | Comp               | Pres               | Reti               | Comp       | Pres       | Reti       | Pres   | Reti   |
| -------------------------- | -------------------------- | -------------------------- | ---------- | ---------- | --------------- | --------------- | --------------- | ------------------ | ------------------ | ------------------ | ---------- | ---------- | ---------- | ------ | ------ |
| 2018                       | Yokohama F·Marinos         | J1                         | 0          | 0          | CdL+CI          | 0               | 0               | -                  | -                  | -                  | -          | -          | -          | 0      | 0      |
| 2019                       | Giravanz Kitakyushu        | J3                         | 30         | 8          | CI              | 1               | 2               | -                  | -                  | -                  | -          | -          | -          | 31     | 10     |
| 2020                       | Giravanz Kitakyushu        | J2                         | 32         | 7          | -               | -               | -               | -                  | -                  | -                  | -          | -          | -          | 32     | 7      |
| Totale Giravanz Kitakyushu | Totale Giravanz Kitakyushu | Totale Giravanz Kitakyushu | 62         | 15         |                 | 1               | 2               |                    | -                  | -                  |            | -          | -          | 63     | 17     |
| 2021                       | Shonan Bellmare            | J1                         | 31         | 4          | CdL+CI          | 3+1             | 0               | -                  | -                  | -                  | -          | -          | -          | 35     | 4      |
| 2022                       | Shonan Bellmare            | J1                         | 30         | 13         | CdL+CI          | 8+1             | 2+0             | -                  | -                  | -                  | -          | -          | -          | 39     | 15     |
| gen.-lug. 2023             | Shonan Bellmare            | J1                         | 19         | 9          | CdL+CI          | 3+0             | 0               | -                  | -                  | -                  | -          | -          | -          | 22     | 9      |
| Totale Shonan Bellmare     | Totale Shonan Bellmare     | Totale Shonan Bellmare     | 80         | 26         |                 | 16              | 2               |                    | -                  | -                  |            | -          | -          | 96     | 28     |
| 2023-2024                  | Holstein Kiel              | 2.BL                       | 0          | 0          | CG              | 0               | 0               | -                  | -                  | -                  | -          | -          | -          | 0      | 0      |
| Totale carriera            | Totale carriera            | Totale carriera            | 142        | 41         |                 | 17              | 4               |                    | -                  | -                  |            | -          | -          | 159    | 45     |

### Cronologia presenze e reti in nazionale
| Cronologia completa delle presenze e delle reti in nazionale ― Giappone | Cronologia completa delle presenze e delle reti in nazionale ― Giappone | Cronologia completa delle presenze e delle reti in nazionale ― Giappone | Cronologia completa delle presenze e delle reti in nazionale ― Giappone | Cronologia completa delle presenze e delle reti in nazionale ― Giappone | Cronologia completa delle presenze e delle reti in nazionale ― Giappone | Cronologia completa delle presenze e delle reti in nazionale ― Giappone | Cronologia completa delle presenze e delle reti in nazionale ― Giappone |
| Data                                                                    | Città                                                                   | In casa                                                                 | Risultato                                                               | Ospiti                                                                  | Competizione                                                            | Reti                                                                    | Note                                                                    |
| ----------------------------------------------------------------------- | ----------------------------------------------------------------------- | ----------------------------------------------------------------------- | ----------------------------------------------------------------------- | ----------------------------------------------------------------------- | ----------------------------------------------------------------------- | ----------------------------------------------------------------------- | ----------------------------------------------------------------------- |
| 19-7-2022                                                               | Kashima                                                                 | Giappone                                                                | 6 – 0                                                                   | Hong Kong                                                               | Coppa dell'Asia orientale 2022                                          | 2                                                                       |                                                                         |
| 24-7-2022                                                               | Toyota                                                                  | Giappone                                                                | 0 – 0                                                                   | Cina                                                                    | Coppa dell'Asia orientale 2022                                          | -                                                                       | 70’                                                                     |
| 27-7-2022                                                               | Toyota                                                                  | Giappone                                                                | 3 – 0                                                                   | Corea del Sud                                                           | Coppa dell'Asia orientale 2022                                          | 1                                                                       |                                                                         |
| 23-9-2022                                                               | Düsseldorf                                                              | Giappone                                                                | 2 – 0                                                                   | Stati Uniti                                                             | Amichevole                                                              | -                                                                       | 46’                                                                     |
| 28-3-2023                                                               | Ōsaka                                                                   | Giappone                                                                | 1 – 2                                                                   | Colombia                                                                | Amichevole                                                              | -                                                                       | 46’                                                                     |
| 20-3-2025                                                               | Saitama                                                                 | Giappone                                                                | 2 – 0                                                                   | Bahrein                                                                 | Qual. Mondiali 2026                                                     | -                                                                       | 86’                                                                     |
| 5-6-2025                                                                | Perth                                                                   | Australia                                                               | 1 – 0                                                                   | Giappone                                                                | Qual. Mondiali 2026                                                     | -                                                                       | 70’                                                                     |
| 10-6-2025                                                               | Suita                                                                   | Giappone                                                                | 6 – 0                                                                   | Indonesia                                                               | Qual. Mondiali 2026                                                     | 1                                                                       | 78’                                                                     |
| Totale                                                                  |                                                                         | Presenze                                                                | 8                                                                       |                                                                         | Reti                                                                    | 4                                                                       |                                                                         |

## Palmarès

### Club

#### Competizioni nazionali
- J3 League: 1

Giravanz Kitakyushu: 2019

### Nazionale
- Coppa dell'Asia orientale: 1

2022